# Dr. Boumaweg (Sneek)
De Dr. Boumaweg, voorheen: Stationsweg, is een belangrijke doorgaande weg op de rand van de wijk Stationsbuurt in Sneek.
De weg kreeg zijn naam in 1943 en werd vernoemd naar de Gerben Nammens Bouma. Voorheen heette deze straat Stationsweg, maar omdat dit voor verwarring zorgde met de Stationsstraat werd deze naam gewijzigd.

## Naamgever
Dr. Bouma was arts in het Sint Antonius Ziekenhuis, dat tot eind 20e eeuw aan de straat stond. Bouma was een bekwaam chirurg, die niet alleen in het ziekenhuis opereerde maar ook thuis. Daar nam hij ook patiënten op. Dit is niet verwonderlijk, want Bouma woonde in het Gereformeerd Verpleeghuis aan de Wijde Noorderhorne. Zijn bijdrage aan de stichting van het ziekenhuis wordt ook gelauwerd.
Aan de Dr. Boumaweg bevindt zich het Julianapark.